# Shtime (kommunhuvudort i Kosovo)
Shtime (serbiska: Штимље, Štimlje, Štimlja) är en kommunhuvudort i Kosovo. Den ligger i den sydöstra delen av landet, 29 km söder om huvudstaden Priština. Shtime ligger 572 meter över havet och antalet invånare är 35 000.
Terrängen runt Shtime är platt åt nordost, men åt sydväst är den kuperad. Runt Shtime är det ganska tätbefolkat, med 222 invånare per kvadratkilometer. Närmaste större samhälle är Suva Reka, 19,4 km väster om Shtime. I omgivningarna runt Shtime växer i huvudsak lövfällande lövskog.